# Referèndum constitucional de Cuba de 2019
El referèndum constitucional de Cuba de 2019 es va celebrar el diumenge 24 de febrer de 2019. La papereta de votació va constar d'una pregunta perquè els votants poguessin aprovar (Sí) o rebutjar (No) el projecte d'una nova Constitució: «Ratifica vostè la nova Constitució de la República?».
El 22 de desembre de 2018, el projecte d'una nova Constitució de la República va ser aprovat pels diputats de l'Assemblea Nacional del Poder Popular de Cuba.

## Canvis constitucionals
Algunes de les propostes de la nova Constitució inclouen:
- El reconeixement de la propietat privada;
- El reconeixement de la inversió estrangera directa;
- La restauració del càrrec del Primer Ministre de Cuba;
- La creació d'un límit de dos períodes de mandat de cinc anys per a la Presidència;
- Prohibir la discriminació per motius de gènere, raça, origen ètnic, orientació sexual, identitat de gènere o discapacitat;
- El restabliment de la presumpció d'innocència en el sistema de justícia.